# Golancourt
Golancourt est une commune française située dans le département de l'Oise, en région Hauts-de-France.

## Géographie

### Description

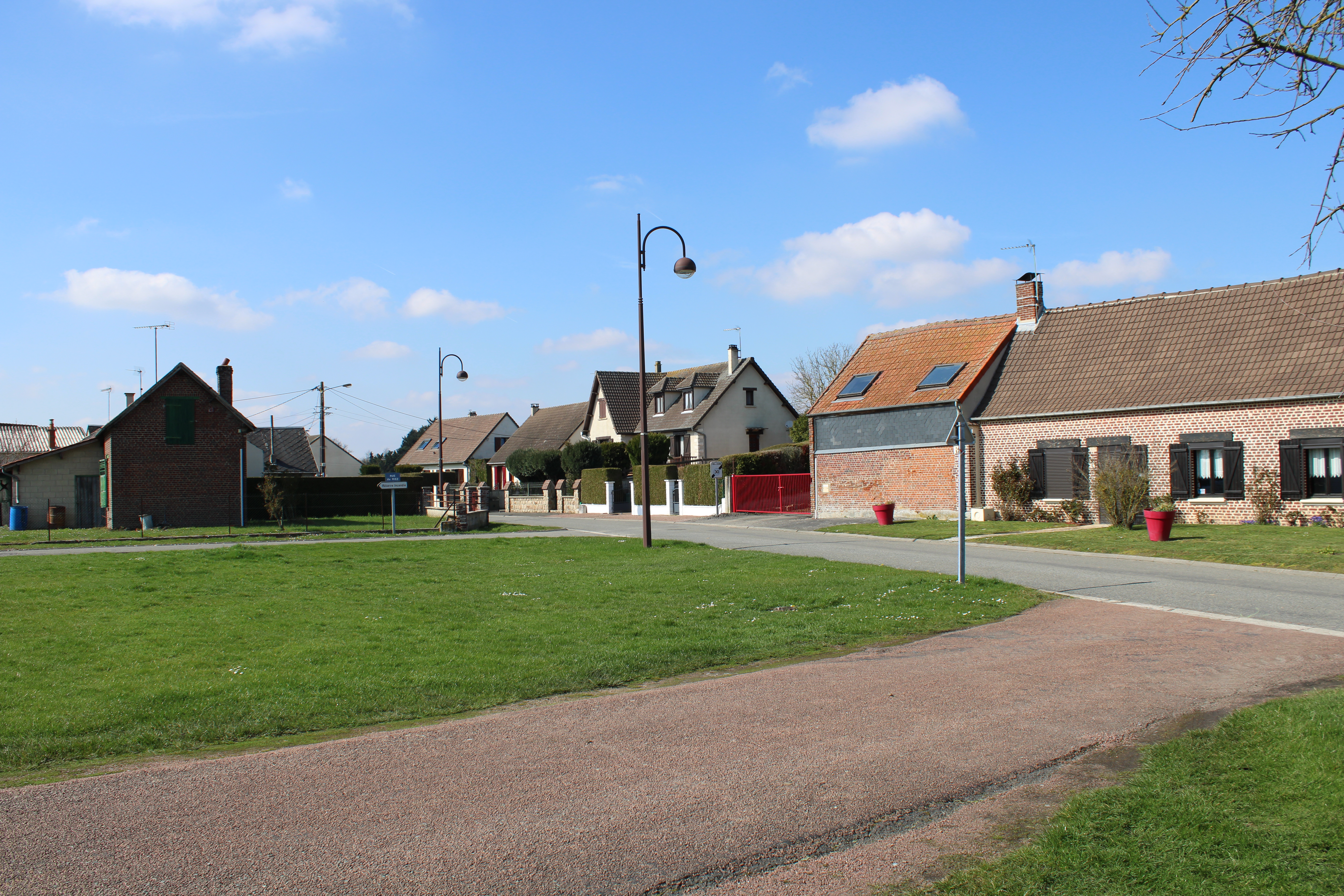
La place de la mairie.

Golancourt est un village rural du Noyonnais dans l'Oise; limitrophe du département de la Somme et proche de celui de l'Aisne situé à 5 km au sud de Ham, 20 km à l'est de Roye, 15 km au nord de Noyon et à 45 km au nord-ouest de Laon. Il est desservi par l'ancienne route nationale 32 (actuelle RD 932).
Le village est traversé par le sentier de grande randonnée GR 655.
En 1850, Louis Graves indiquait que son territoire formait « une plaine élevée et découverte qui incline au nord vers le bassin de la Somme. Le chef-lieu, bâti dans la partie déclive, consiste surtout en une grande rue traversée par la route de Paris à Saint-Quentin ».

### Hydrographie

#### Réseau hydrographique
La commune est traversée par la ligne de partage des eaux entre les bassins hydrographiques Artois-Picardie et Seine-Normandie. Elle est drainée par la Ferme de Bonneuil et la fontaine de villette,.

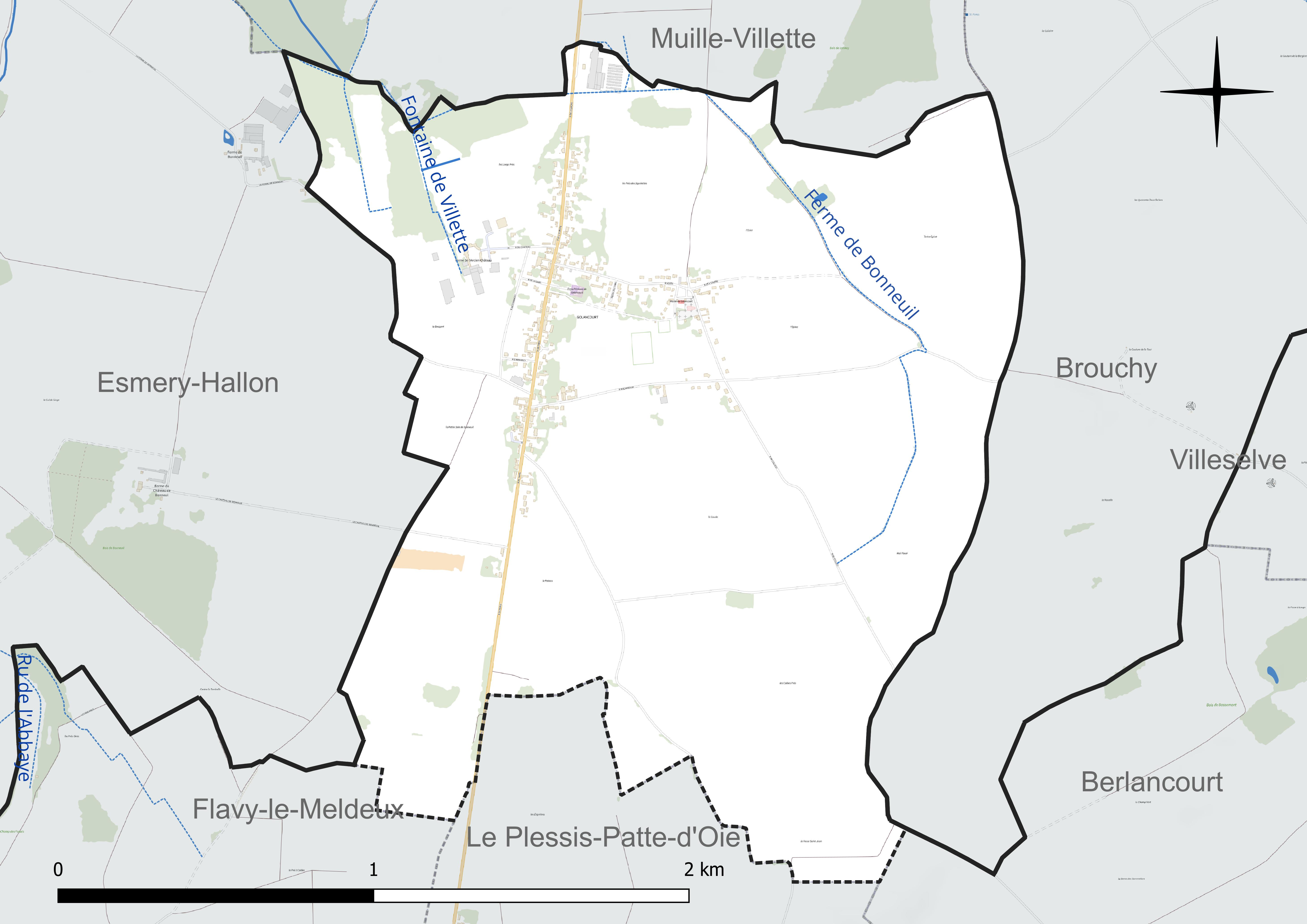
Réseau hydrographique de Golancourt.

#### Gestion et qualité des eaux
Le territoire communal est couvert par le schéma d'aménagement et de gestion des eaux (SAGE) « Sensée ». Ce document de planification concerne un territoire de 1 798 km2 de superficie, délimité par le bassin versant de la Haute Somme est constitué d'un réseau hydrographique complexe de cours d'eau, de marais, d'étangs et de canaux. Le périmètre a été arrêté le 21 avril 2006 et le SAGE proprement dit a été approuvé le 15 juin 2017. La structure porteuse de l'élaboration et de la mise en œuvre est le syndicat mixte d'aménagement hydraulique du bassin versant de la Somme (AMEVA).
La qualité des cours d'eau peut être consultée sur un site dédié géré par les agences de l'eau et l'Agence française pour la biodiversité.

### Climat
Pour des articles plus généraux, voir Climat des Hauts-de-France et Climat de l'Oise.
En 2010, le climat de la commune est de type climat océanique dégradé des plaines du Centre et du Nord, selon une étude du CNRS s'appuyant sur une série de données couvrant la période 1971-2000. En 2020, Météo-France publie une typologie des climats de la France métropolitaine dans laquelle la commune est exposée à un climat océanique et est dans la région climatique Nord-est du bassin Parisien, caractérisée par un ensoleillement médiocre, une pluviométrie moyenne régulièrement répartie au cours de l'année et un hiver froid (3 °C).
Pour la période 1971-2000, la température annuelle moyenne est de 10,5 °C, avec une amplitude thermique annuelle de 14,8 °C. Le cumul annuel moyen de précipitations est de 697 mm, avec 10,5 jours de précipitations en janvier et 8,8 jours en juillet. Pour la période 1991-2020, la température moyenne annuelle observée sur la station météorologique la plus proche, située sur la commune de Chauny à 15 km à vol d'oiseau, est de 11,1 °C et le cumul annuel moyen de précipitations est de 709,9 mm,. Pour l'avenir, les paramètres climatiques de la commune estimés pour 2050 selon différents scénarios d'émission de gaz à effet de serre sont consultables sur un site dédié publié par Météo-France en novembre 2022.

## Urbanisme

### Typologie
Au 1er janvier 2024, Golancourt est catégorisée commune rurale à habitat dispersé, selon la nouvelle grille communale de densité à sept niveaux définie par l'Insee en 2022.
Elle est située hors unité urbaine. Par ailleurs la commune fait partie de l'aire d'attraction de Ham, dont elle est une commune de la couronne,. Cette aire, qui regroupe 13 communes, est catégorisée dans les aires de moins de 50 000 habitants,.

### Occupation des sols
L'occupation des sols de la commune, telle qu'elle ressort de la base de données européenne d'occupation biophysique des sols Corine Land Cover (CLC), est marquée par l'importance des territoires agricoles (87,9 % en 2018), une proportion sensiblement équivalente à celle de 1990 (88,4 %). La répartition détaillée en 2018 est la suivante :
terres arables (86,5 %), zones urbanisées (7,4 %), forêts (4,7 %), zones agricoles hétérogènes (1,3 %). L'évolution de l'occupation des sols de la commune et de ses infrastructures peut être observée sur les différentes représentations cartographiques du territoire : la carte de Cassini (XVIIIe siècle), la carte d'état-major (1820-1866) et les cartes ou photos aériennes de l'IGN pour la période actuelle (1950 à aujourd'hui).

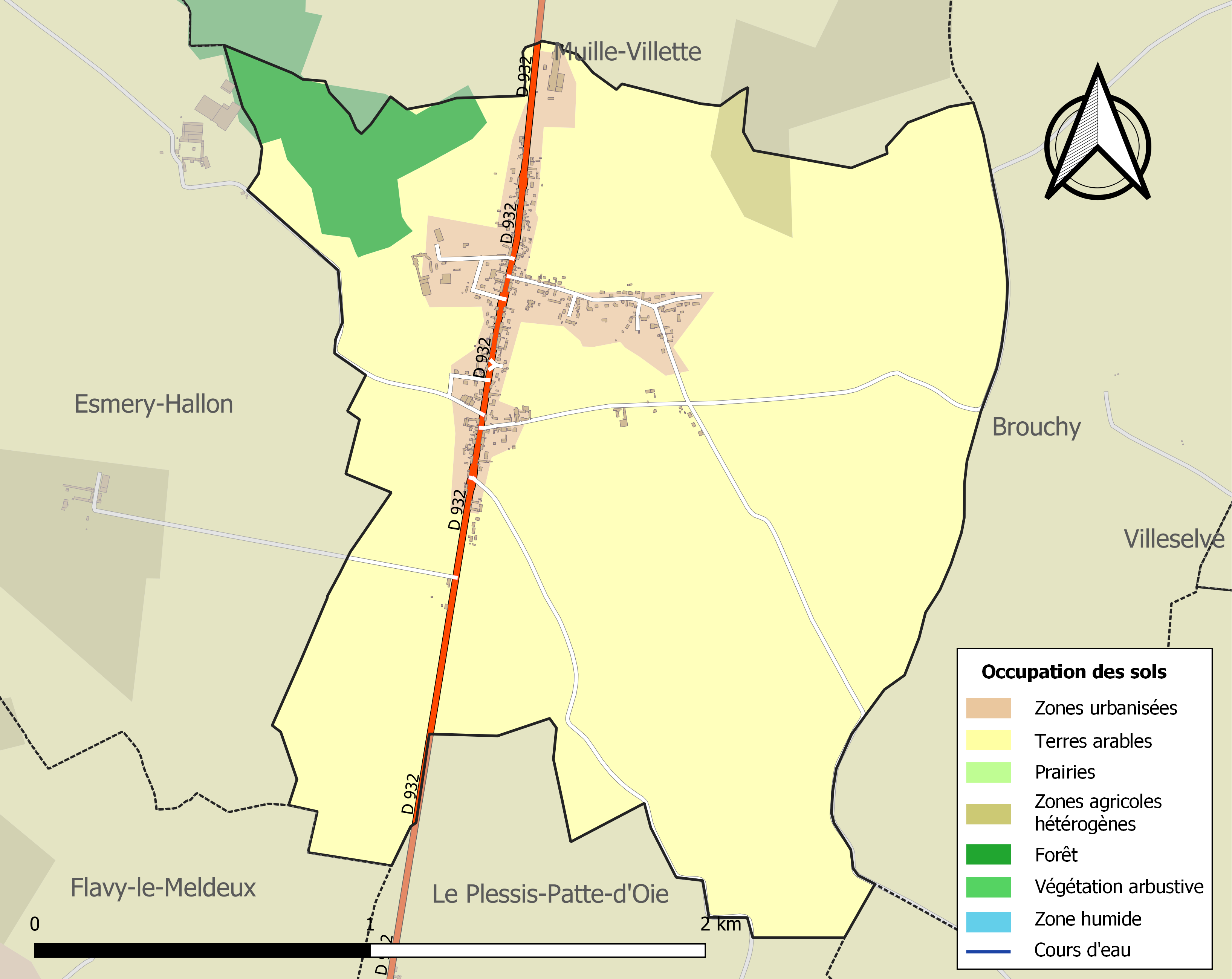
Carte des infrastructures et de l'occupation des sols de la commune en 2018 (CLC).

### Habitat et logement
En 2018, le nombre total de logements dans la commune était de 168, alors qu'il était de 161 en 2013 et de 159 en 2008.
Parmi ces logements, 90,8 % étaient des résidences principales, 1,2 % des résidences secondaires et 7,9 % des logements vacants. Ces logements étaient pour 100 % d'entre eux des maisons individuelles et pour 0 % des appartements.
Le tableau ci-dessous présente la typologie des logements à Golancourt en 2018 en comparaison avec celle de l'Oise et de la France entière. Une caractéristique marquante du parc de logements est ainsi une proportion de résidences secondaires et logements occasionnels (1,2 %) inférieure à celle du département (2,5 %) mais supérieure à celle de la France entière (9,7 %). Concernant le statut d'occupation de ces logements, 85,9 % des habitants de la commune sont propriétaires de leur logement (88,9 % en 2013), contre 61,4 % pour l'Oise et 57,5 pour la France entière.
| Typologie                                               | Golancourt | Oise | France entière |
| ------------------------------------------------------- | ---------- | ---- | -------------- |
| Résidences principales (en %)                           | 90,8       | 90,4 | 82,1           |
| Résidences secondaires et logements occasionnels (en %) | 1,2        | 2,5  | 9,7            |
| Logements vacants (en %)                                | 7,9        | 7,1  | 8,2            |

### Projets d'aménagement
La création d'une voie douce reliant Golancourt vers la zone commerciale de Muille-Villette et la gare de Ham est souhaitée par la Commune durant le mandat municipal 2020-2026, afin de faciliter le déplacement des habitants tout en créant une nouvelle offre sportive aux habitants de Muille-Villette,.

### Voies de communication et transports
La commune est desservie, en 2023, par les lignes 677, 6308 et 6333 du réseau interurbain de l'Oise et par la ligne 753 du réseau Trans'80.

## Toponymie

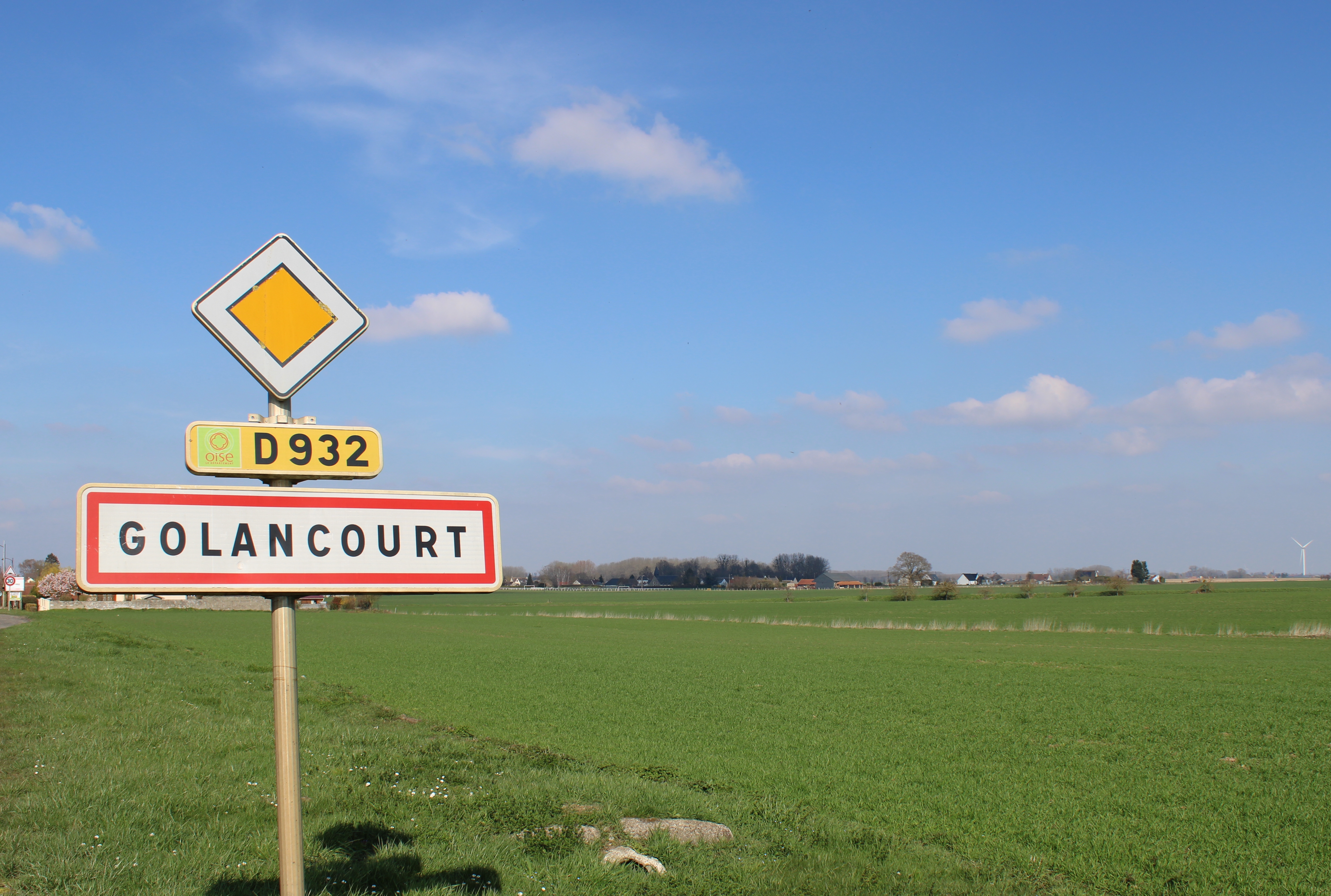
Entrée du village en venant de Noyon.

La localité a été dénommée Golencourt, Gollancourt, Goulancourt

## Histoire

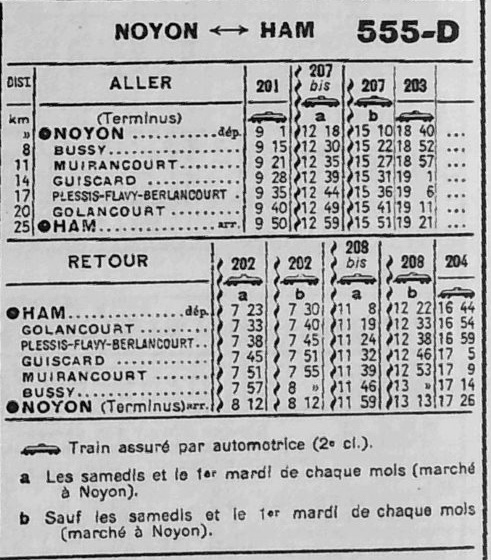
Horaires de la ligne Noyon-Ham en 1936.

Sous l'Ancien Régime, Golancourt faisait partie du marquisat de Guiscard. Elle relevait du bailliage de Chauny, de l'élection de Noyon et de l'intendance de Soissons.
L'ancien château de Golancourt, situé à l'ouest du village, n'était plus, en 1850, qu'une ferme qui avait conservé le pigeonnier seigneurial. A cette époque, on fabriquait beaucoup de mouchoirs de coton dans la commune, où l'on comptait une cendrière et un moulin à vent.
Golancourt a disposé de 1895 à 1955 d'une gare sur la ligne de chemin de fer secondaire à voie métrique de Noyon à Ham des chemins de fer départementaux de l'Oise, exploitée par la compagnie des Chemins de fer de Milly à Formerie et de Noyon à Guiscard et à Lassigny. Dans la commune, la ligne suivait approximativement la route nationale 32.

Golancourt au tout début du XXe siècle
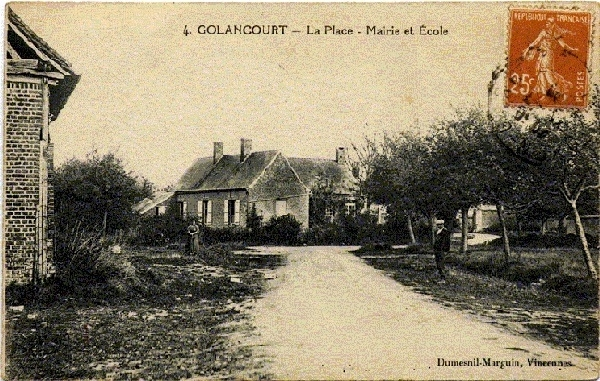
La place, la mairie et l'école.
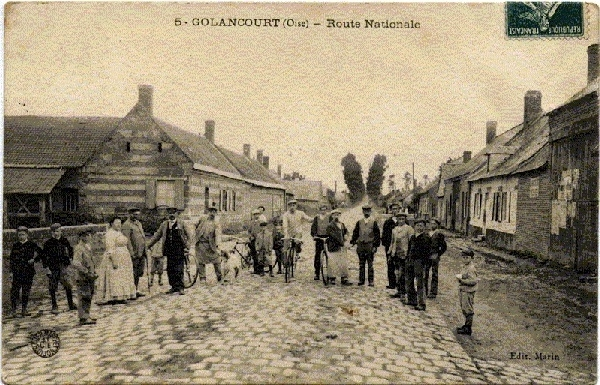
La route nationale.

Durant la Première Guerre mondiale, le village est notamment concerné par la bataille de Noyon, et, le 24 mars 1918, Golancourt est pris par l'armée allemande. La population civile et des soldats britanniques et français se replient alors dans Noyon.
À la fin de la guerre, le village a  subi des destructions et a  été décoré de la Croix de guerre 1914-1918, le 15 février 1921.

## Politique et administration

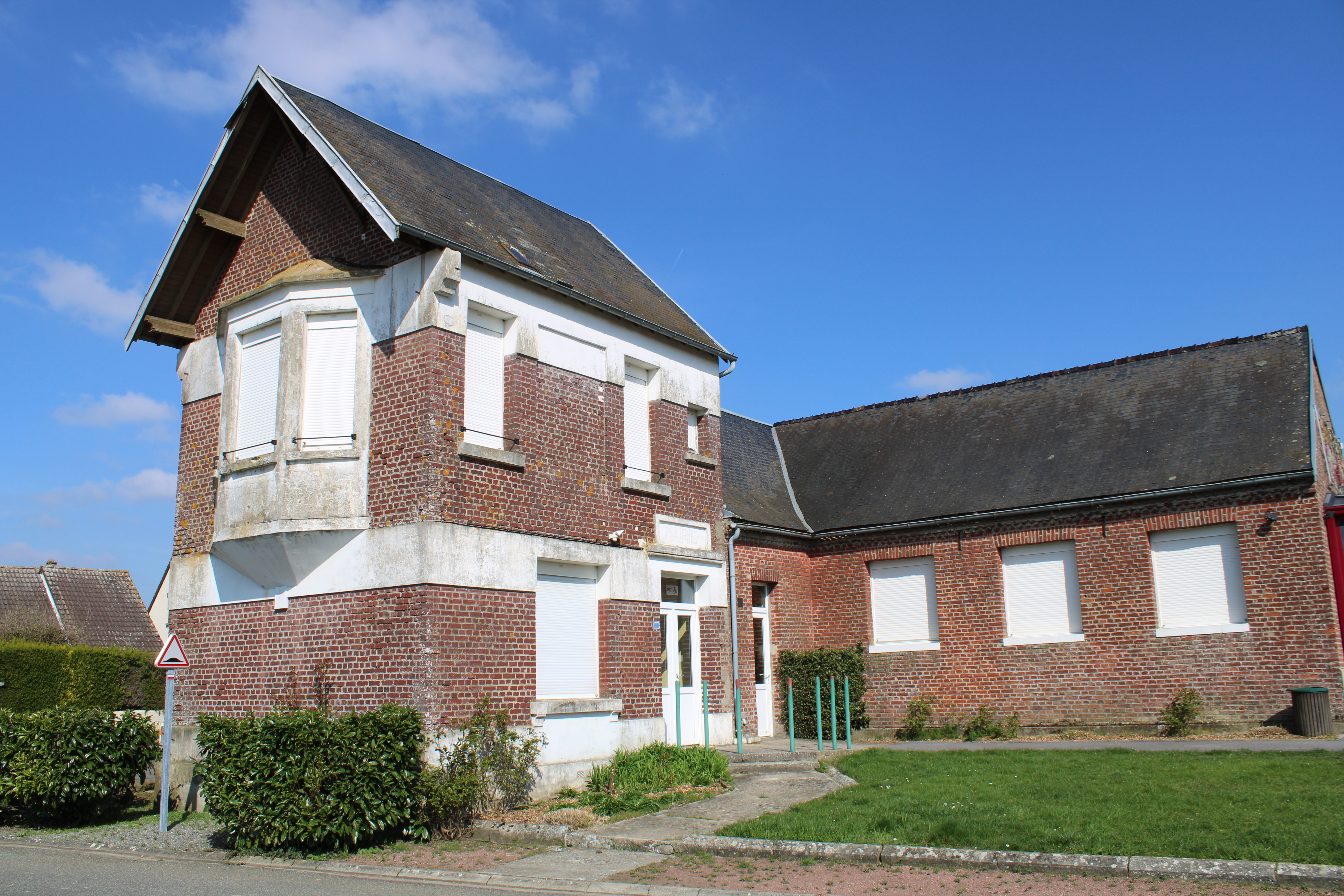
L'ancienne mairie, aujourd'hui occupée par le tiers-lieu Étage 465.

### Rattachements administratifs et électoraux
La commune se trouve dans l'arrondissement de Compiègne du département de l'Oise. Pour l'élection des députés, elle fait partie depuis 1988 de la sixième circonscription de l'Oise.
Elle faisait partie depuis 1793 du canton de Guiscard. Dans le cadre du redécoupage cantonal de 2014 en France, la commune est désormais rattachée au canton de Noyon.

### Intercommunalité
La commune est membre de la communauté de communes du Pays Noyonnais (ex-CCHVO), qui succède à un SIVOM créé en 1970 et à un district créé en 1994.
Elle souhaite quitter cette intercommunalité pour rejoindre en 2023 la communauté de communes de l'Est de la Somme après qu'une consultation publique organisée le 21 mai a établi que 89,26 % des électeurs émettent un avis favorable au changement d'intercommunalité, critiquant les choix notamment fiscaux faits par le Pays Noyonnais et compte tenu de l'influence pour Golancourt du bassin de vie de Ham ainsi que la zone commerciale de Muille-Villette,,.

### Liste des maires
| Période                                  | Période                       | Identité             | Étiquette    | Qualité |
| ---------------------------------------- | ----------------------------- | -------------------- | ------------ | --- |
| Les données manquantes sont à compléter. |                               |                      |              | |
| vers 1850                                | 1888                          | M. Vasseux (père)    |              | |
| 1888                                     | 1948                          | Paul-Edouard Vasseux | GR-Rad.      | Propriétaire agricole Conseiller général de Guiscard (1888 → 1948) Député de l'Oise (1924 → 1928) Sénateur de l'Oise (1900 → 1940) Nommé conseiller départemental en 1943 |
| 1947                                     | 1965                          | Adrien Proisy        | RPF puis DVD | Conseiller général de Guiscard (1949 → 1967) |
| 1965                                     | 1989                          | Jean Carrière        | DVD          | Conseiller général de Guiscard (1967 → 1979) |
| 1989                                     | 1990                          | Jean Delozanne       |              | |
| 1990                                     | 1995                          | Michel Destré        |              | |
| 1995                                     | 1996                          | Michel Louvrier      |              | |
| 1996                                     | mars 2001                     | Michel Destré        |              | |
| mars 2001                                | janvier 2018                  | Alain Carrière       | EXD          | Agriculteur Démissionnaire |
| 2018                                     | En cours (au 04 octobre 2022) | David Louvrier       |              | Conseiller en patrimoine Vice-président de la CC du Pays Noyonnais (2020 → 2021) Réélu pour le mandat 2020-2026,                                                          |

## Équipements et services publics
Un tiers-lieu culturel a été ouvert en mars 2022 par le Comité citoyen entre Oise et Matz dans les locaux de l'ancienne mairie située rue verte. Le lieu accueille une bibliothèque pour le grand public et les scolaires, une salle d'exposition, un point de retrait de paniers de fruits et légumes commandés, des clubs (lecture, radio et jeux) et des événements (fête rurale, soirée celtique etc.),.
La commune dispose d'une salle polyvalente, d'un terrain de tennis utilisé par le Tennis club, d'un terrain de football où joue le F.C Golancourt et d'une sente piétonne (chemin arboré) où un terrain de pétanque et une aire de jeux sont présentes.
L'association Fêtes et loisirs organise la majorité des festivités communales (brocante, fête des sports etc.).
En 2021, afin de sauver le dernier commerce de proximité de la commune, le bar Chez Sam, la municipalité a distribué une monnaie locale (le "golan") qui n'est utilisable qu'au sein du café

### Enseignement
Les enfants de la commune sont scolarisés avec ceux de Villeselve, Berlancourt et du Plessis-Patte-d'Oie dans le cadre d'un regroupement pédagogique intercommunal (RPI).
L'école de Golancourt, la plus grande du RPI, accueille des écoliers des niveaux CE et CM, une restauration scolaire et un périscolaire.

## Population et société

### Démographie

#### Évolution démographique
L'évolution du nombre d'habitants est connue à travers les recensements de la population effectués dans la commune depuis 1793. Pour les communes de moins de 10 000 habitants, une enquête de recensement portant sur toute la population est réalisée tous les cinq ans, les populations de référence des années intermédiaires étant quant à elles estimées par interpolation ou extrapolation. Pour la commune, le premier recensement exhaustif entrant dans le cadre du nouveau dispositif a été réalisé en 2006.

En 2022, la commune comptait 407 habitants, en évolution de +5,17 % par rapport à 2016 (Oise : +0,87 %, France hors Mayotte : +2,11 %).
| 1793 | 1800 | 1806 | 1821 | 1831 | 1836 | 1841 | 1846 | 1851 |
| ---- | ---- | ---- | ---- | ---- | ---- | ---- | ---- | ---- |
| 416  | 405  | 463  | 466  | 517  | 509  | 503  | 471  | 705  |

| 1856 | 1861 | 1866 | 1872 | 1876 | 1881 | 1886 | 1891 | 1896 |
| ---- | ---- | ---- | ---- | ---- | ---- | ---- | ---- | ---- |
| 505  | 468  | 438  | 407  | 415  | 385  | 355  | 375  | 389  |

| 1901 | 1906 | 1911 | 1921 | 1926 | 1931 | 1936 | 1946 | 1954 |
| ---- | ---- | ---- | ---- | ---- | ---- | ---- | ---- | ---- |
| 368  | 335  | 301  | 249  | 275  | 260  | 317  | 365  | 304  |

| 1962 | 1968 | 1975 | 1982 | 1990 | 1999 | 2006 | 2011 | 2016 |
| ---- | ---- | ---- | ---- | ---- | ---- | ---- | ---- | ---- |
| 300  | 317  | 332  | 364  | 418  | 404  | 406  | 375  | 387  |

| 2021 | 2022 | - | - | - | - | - | - | - |
| ---- | ---- | - | - | - | - | - | - | - |
| 406  | 407  | - | - | - | - | - | - | - |

#### Pyramide des âges
La population de la commune est relativement jeune.
En 2018, le taux de personnes d'un âge inférieur à 30 ans s'élève à 35,7 %, soit en dessous de la moyenne départementale (37,3 %). À l'inverse, le taux de personnes d'âge supérieur à 60 ans est de 24,7 % la même année, alors qu'il est de 22,8 % au niveau départemental.
En 2018, la commune comptait 200 hommes pour 198 femmes, soit un taux de 50,25 % d'hommes, légèrement supérieur au taux départemental (48,89 %).
Les pyramides des âges de la commune et du département s'établissent comme suit.
| Hommes | Classe d’âge | Femmes |
| ------ | ------------ | ------ |
| 0,0    | 90 ou +      | 1,0    |
| 6,7    | 75-89 ans    | 8,3    |
| 17,0   | 60-74 ans    | 16,5   |
| 22,2   | 45-59 ans    | 22,3   |
| 16,5   | 30-44 ans    | 18,2   |
| 14,5   | 15-29 ans    | 16,6   |
| 23,2   | 0-14 ans     | 17,2   |

| Hommes | Classe d’âge | Femmes |
| ------ | ------------ | ------ |
| 0,5    | 90 ou +      | 1,4    |
| 5,5    | 75-89 ans    | 7,6    |
| 15,6   | 60-74 ans    | 16,3   |
| 20,8   | 45-59 ans    | 20     |
| 19,4   | 30-44 ans    | 19,4   |
| 17,6   | 15-29 ans    | 16,2   |
| 20,6   | 0-14 ans     | 19,1   |

### Manifestations culturelles et festivités
L'Association Fêtes et Loisirs organise les diverses animations de la commune : brocante, fête de Mai, Feu de la Saint-Jean, repas dansant le 13 juillet et jeux le 14 juillet, journée des enfants, course pédestre.

## Culture locale et patrimoine

### Lieux et monuments
- L'église Saint-Rémi, du XVIIIe siècle. Le vaisseau central de la nef et le chœur à chevet plat est la partie la plus ancienne datant de 1759. Les bas-côtés ont été refaits en 1772. La façade est en grès. 
A l'intérieur se trouvent les fonts baptismaux avec leur gros fût central flanqué de quatre colonnettes décoré d'arcatures aveugles, provenant de l'édifice précédent. Le très beau maître-autel de style classique est réputé provenir de l'abbaye Saint-Barthélemy de Noyon[46],[17].
- Monument aux morts[47].

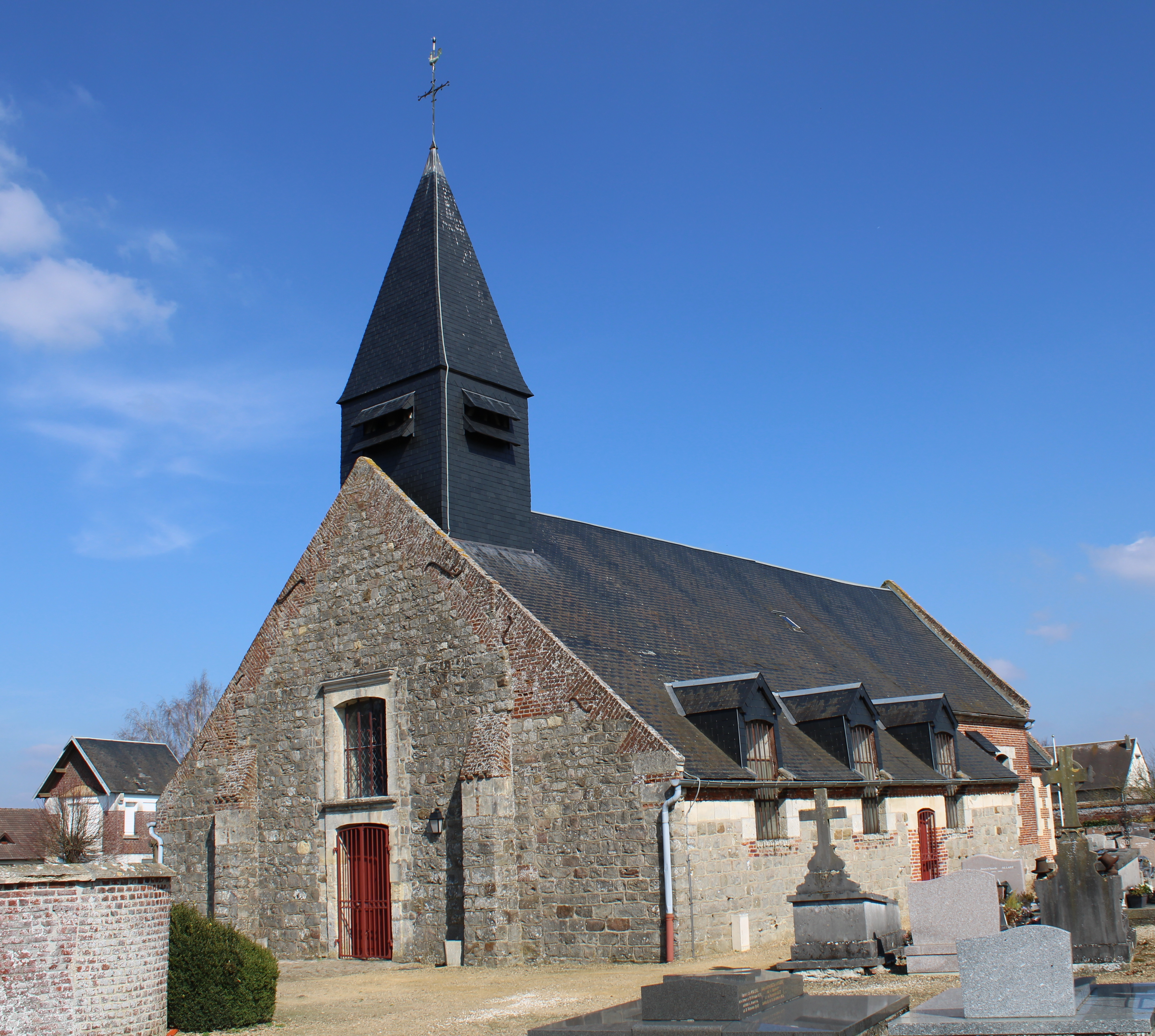
L'église.
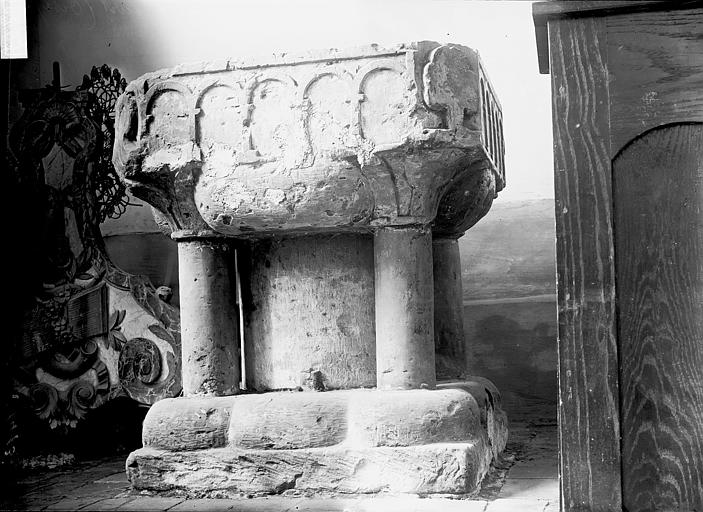
Les fonts baptismaux au début du XXe siècle
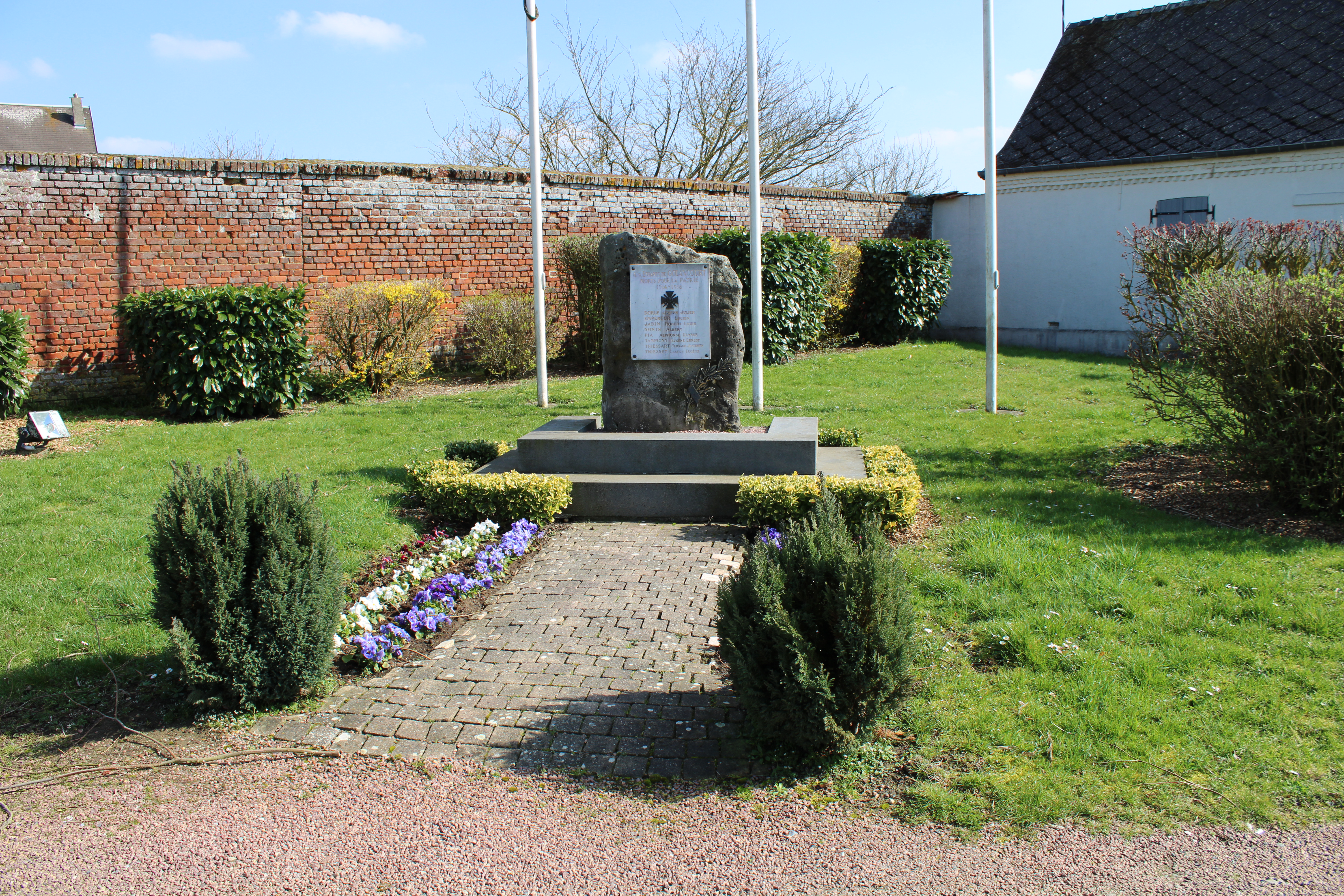
Le monument aux morts.

### Héraldique
| Blason de Golancourt | Blason  | D'or au croissant de gueules accompagné de huit merlettes du même ordonnées en orle. |
| Blason de Golancourt | Détails | Le statut officiel du blason reste à déterminer.                                     |